# Такла Хайманот
Такла Хайманот, Тэкле Хаймонот (амх. ተክለ፡ ሃይማኖት — «Насаждение веры») — наиболее чтимый эфиопский святой, просветитель области Шоа и насадитель в ней монашества.

## Биография и почитание в Эфиопии
Наиболее распространенное предание относит его к концу XIII в. (также приблизительные даты его жизни — 1215—1313 гг., большая их часть пришлась на правление «узурпаторской» династии Загве, свергнутой Йикуно Амлаком, представителем так называемой «Соломоновой династии»: по увещаниям Такла Хайманота последний царь династии Загве уступил престол потомкам Давида.
Считается, что святой происходит из рода потомственных священников, переселившихся из северной Эфиопии в Шоа десять поколений назад. Местом его рождения предполагается регион Зораре, в местности Цилалишь, которая подверглась разорению войсками язычника Моталами из области Дамот. При рождении будущий святой был наречён именем Фыссыха Цийон.
Сначала обучением мальчика занимался его отец, Цэга Зэаб, затем тот отвёл сына к митрополиту Герыллосу (Кириллу), рукоположившего мальчика в диаконы. По прошествии нескольких лет рукоположён в священника. Новое имя, Такла Хайманот («Насаждение веры»), он принял после смерти родителей, вместе с тем выбрав стезю подвижника и миссионера среди язычников, которым он какое-то время проповедовал Евангелие, пока не присоединился к монашеской обители святого Стефана (Дабра Эстифанос), располагающейся на острове посреди озера Хайк и возглавляемой Иесусом Моа. Спустя 9 лет проведённых в Дабра Эстифанос, Такла Хайманот временно переходит в знаменитую обитель Дабра Даммо, находящуюся севернее и основанную Зэ-Микаелем Арэгави. После усвоения опыта монастырского устройства Такла Хайманот приобретает в Шоа учеников и основывает монашескую общину Дабра Асбо (около 1284 года).
Такла Хайманот был основателем многих монастырей в Дамоте, Амхаре и Шоа; главным из них осталась знаменитая обитель «горы Ливанской» — Дебре-Либанос в Шоа, центр монашеского ордена, наиболее близкого по догматике и культу к православию благодаря умеренности своего монофизитства. Это дало повод римским католикам принять Такла Хайманота в свои святцы для униатов.
Преемники Такла Хайманота по настоятельству в Дабра Либаносе (архимандриты) называются эчеггэ: это — самый высший после митрополита сан в Эфиопской церкви; они управляют местным духовенством, особенно монахами.
Память Такла Хайманота — 17 августа; 7 апреля — день обретения его мощей. Его жития и службы святому имеются во многих рукописных собраниях.

## Свидетельства о почитании святого в Египте
Имеются свидетельства о почитании Такла Хайманота также и в Коптской церкви.
Исследователь Бутлер дал описание его образа, помещенного на одной из колонн в церкви Божией Матери «Аль Арда» в квартале Харатан-Рум в Каире. Здесь он назван «Takla Himanutal Habisi» и изображен в патриаршем облачении, с патриаршим жезлом, что может указывать на знакомство иконописца с дабралибаносской редакцией жития преподобного, повествующей о его небесном поставлении
Эта редакция жития святого на арабском языке была прислана эфиопским царём Клавдием (1540-59 гг.) коптскому патриарху Гавриилу VII (1526-70), очевидно для того, чтобы сделать своего святого известным и церкви-матери.
В рукописях книг встречаются также богослужебные коптские молитвословия в честь Такла Хайманота. Эти произведения копто-бохейрской религиозной поэзии представляют интерес, поскольку имеют объектом иностранного святого, в канонизации которого коптский клир не принимал участия, а также и с точки зрения хронологии, поскольку принадлежат к небольшому числу наиболее поздних произведений коптской письменности, возникших позже второй половины XVI века.
Одна из таких книг из России, хранившаяся в Императорской публичной библиотеке за № 8 и входившая в состав собрания Тишендорфа, была обследована О. Э. Леммом. Согласно дате на листе, рукопись относится к концу XVIII века, происхождение видно также из бумаги и почерка. Характерна крайняя безграмотность, а местами и невразумительность текста, но вместе с тем обилие греческих слов указывает ещё на начитанность автора, на не прекращавшиеся литературные традиции. Подобно всем бохейрским литургическим произведениям, данный текст везде сопровождается параллельным арабским, без которого иногда непонятен. Листы обозначены, как обычно в коптских рукописях, греческими цифрами на оборотах.